# Jan Kudła
Jan Kudła pseud. Ryś (ur. 10 czerwca 1926 w Polskiej Woli, zm. 19 lutego 2017) – polski uczestnik II wojny światowej oraz powojennego podziemia antykomunistycznego, pułkownik WP w stanie spoczynku.

## Życiorys
Po wybuchu II wojny światowej znalazł się na terenach pod okupacją sowiecką i 10 lutego 1940 został wraz z rodziną deportowany za Ural w okolice Swierdłowska. Po podpisaniu w 1941 układu Sikorski-Majski, Kudła wstąpił do Polskiej Szkoły Junaków przy formowanej w ZSRR – 7 Dywizji Piechoty Polskich Sił Zbrojnych, z którą opuścił Związek Radziecki i przez Iran dotarł do Wielkiej Brytanii. Był żołnierzem 1 Samodzielnej Brygady Spadochronowej, a następnie 1 Dywizji Pancernej (PSZ).
Po zakończeniu II wojny światowej, w październiku 1946, został przerzucony do Polski z korespondencją dla Anatola Sawickiego – komendanta Eksterytorialnego Okręgu Lwów Zrzeszenia Wolność i Niezawisłość. Od 1948 kontynuował działalność w ramach konspiracji antykomunistycznej jako członek Polskiej Tajnej Organizacji Wojskowej. W listopadzie 1951 został aresztowany przez funkcjonariuszy Urzędu Bezpieczeństwa i wyrokiem Wojskowego Sądu Rejonowego w Zielonej Górze skazany na 15 lat więzienia. Wyrok odbywał między innymi w Rawiczu, Sztumie i Wronkach. W wyniku odwilży politycznej w 1956 został zwolniony z więzienia. W latach 80. XX wieku angażował się w działalność opozycyjną w ramach NSZZ „Solidarność” oraz NSZZ RI „Solidarność”. Po transformacji systemowej w Polsce był działaczem organizacji kombatanckich.

## Wybrane odznaczenia
- Krzyż Komandorski Orderu Odrodzenia Polski[2]